# Batalion Milicji Sandomierskiej płk. Ignacego Boskiego
Batalion Milicji Sandomierskiej (stężycki) – polski oddział piechoty wchodzący w skład wojsk powstańczych okresu insurekcji kościuszkowskiej.

## Formowanie i walki
Batalion został sformowany w czerwcu 1794 przez płk. Ignacego Boskiego. W lipcu batalion stał w Żelechowie, a po otrzymaniu karabinów pomaszerował nad Wisłę w rejon Tarnówka i Ryczywołu. W sierpniu batalion posiadał 510 ludzi. Rozciągnięty nad Wisłą na przestrzeni ponad 30 km, źle  żywiony i nie szkolony borykał się z brakiem dyscypliny i dużą liczbą dezercji.2 listopada na Pradze stacjonowała jedna jego kompania – około 70 żołnierzy. Po przeprawie gen. lejtn. Iwana Fersena na prawy brzeg Wisły, batalion płk. Boskiego, wcielony został do dywizji gen. mjr. Adama Ponińskiego. Po kilku forsownych marszach, ucieczki z szeregów wzmogły się. Po odjęciu chorych i odkomenderowanych do służby pozostawało w szeregach tylko 154 ludzi. Była to jedyna jednostka piechoty w dywizji Ponińskiego, z której dezerterowano. Na uzbrojeniu batalion posiadał 50 karabinów.

## Żołnierze batalionu
Organizatorem i dowódcą batalionu był płk Ignacy Boski. Oprócz dowódcy w batalionie służyło 11 oficerów. 17 lipca naczelnik Tadeusz Kościuszko podpisał patenty oficerskie na kapitanów dla: Józefa Skwarkowskiego, Jana Lisieckiego i Michała Wojakowskiego; na poruczników dla: Cypriana Kowalskiego i Wojciecha Wojakowskiego; na chorążego dla Tomasza Zakrzewskiego. W kolejnych dniach patenty otrzymali: na majora –Tomasz Zagórski, na kapitana – Łukasz Sosnowski i Grzegorz Wolski, na chorążego – Maciej Kościński. W jednostce służyli też: por. Ignacy Boboski, por. Feliks Janiszewski, ppor. Franciszek Nieżychowski, ppor. Tomasz Mecheżyński, por. kwatermistrz Kazimierz Piotrowski i chor. Wincenty Krzyżanowski.